# Monte Dietz
Il Monte Dietz (in lingua inglese: Mount Dietz) è una montagna antartica che si innalza fino a circa 2.250 m, situata subito a nord della confluenza tra il Ghiacciaio Souchez e il Ghiacciaio Bartlett dove delimita il limite meridionale delle Hays Mountains, catena montuosa che fa parte dei Monti della Regina Maud, in Antartide. 
Il monte fu mappato nel 1960-64 dalla United States Geological Survey (USGS ) sulla base di ispezioni in loco e utilizzando le fotografie aeree scattate dalla U.S. Navy.
La denominazione è stata assegnata dall'Advisory Committee on Antarctic Names (US-ACAN) in onore del Lieutenant Donald Lee Dietz, pilota di voli per le riprese aerofotografiche durante l'Operazione Deep Freeze del 1965-67.